# Postsportverein Ludwigshafen
Der Postsportverein Ludwigshafen (kurz: Post SV Ludwigshafen) ist mit 17 Sportabteilungen und fast 1500 Mitgliedern der zweitgrößte Sportverein in Ludwigshafen am Rhein. Besondere Erfolge kann die Badminton-Abteilung mit der Teilnahme an der ersten Bundesliga sowie mehreren Nationalspielern vorweisen. Der Badminton-Bundesliga gehörte der Verein ab der Saison 2002/03 an und zog sich freiwillig Ende der Saison 2005/06 aus ihr zurück (siehe auch: Saison 2004/05).

## Vereinsgeschichte
Der Verein wurde 1927 als Verein für Körperübungen des Postpersonals gegründet mit Abteilungen für Fußball, Faustball, Leichtathletik, Gymnastik, Kegeln und Schach. Nachdem 1944 die Sportanlagen durch einen Bombenangriff zerstört worden waren, wurde 1946 der Verein wie alle Behördensportvereine durch die Direktive Nr. 23 des Alliierten Kontrollrats verboten. 1951 gründete sich der Verein erneut als Postsportverein mit den zusätzlichen Abteilungen Wandern, Handball und Turnen. Ein Jahr später erfolgte die Aufnahme in den Sportbund Pfalz und den Südwestdeutschen Fußballverband.
1957 kamen die Abteilungen Tennis, Tischtennis und Badminton hinzu, 1959 eine Schützenabteilung. Im Jahr darauf begann die Errichtung einer eigenen Sporthalle und der Verein rief eine Postkapelle ins Leben. 1970 kam die Basketballabteilung hinzu, der ein Jahr später die erste Damenmannschaft im Fußballbereich folgte. 1976 kam in der Kegelabteilung ebenfalls eine Damenmannschaft hinzu.
1990 richtete der Verein die Bundespostmeisterschaften im Badminton aus.

### Mitgliederentwicklung
Nach Wiedergründung 1951 hatte der Verein im Jahr 1955 630 Mitglieder. 1965 wurde die Tausendermarke überschritten mit einer Mitgliederzahl von 1.094. Nach einem leichten Rückgang bis zum Jahr 1975 wuchs die Anzahl der Mitglieder kontinuierlich an. 1988 stieg sie erstmals auf 2.000 und erreichte 1995 einen Höchststand mit 2.289. Heute sind etwa 1.500 Mitglieder verzeichnet.

## Erfolge

### Badminton
Besondere Erfolge erreichte die Badmintonabteilung des Vereins. Nachdem die Mannschaft 1964 den Ehrenpreis des saarländischen Kultusministers für die beste Mannschaftsleistung beim Großturnier in Saarbrücken erhalten hatte, stellte die Abteilung 1973 alle Meister des Pfälzischen Badmintonverbandes.
1989 stieg die erste Mannschaft in die 2. Bundesliga auf. 1996 wurde mit Jens Roch erstmals ein Spieler des Vereins in die Nationalmannschaft berufen, der dann 1999 an der Weltmeisterschaft teilnahm. 2001 erreichte die Badmintonmannschaft den zweiten Platz der 2. Bundesliga. 2001 holten Heike Frank und Stefan Frey, der zuvor bereits 1979 im Doppel die Vizemeisterschaft der Junioren erreicht hatte, den deutschen Meistertitel.
2002 wurde Jens Roch deutscher Vizemeister im Einzel und die Spielerin Anika Sietz Vizemeisterin im Doppel. Im gleichen Jahr wurde die erste Mannschaft Meister in der 2. Bundesliga Süd. In den folgenden vier Spielzeiten startete das Team in der 1. Badminton-Bundesliga, bevor die Mannschaft 2006 aus der höchsten deutschen Spielklasse zurückgezogen wurde. Mit Roch und Neli Boteva stellt der Verein zwei Nationalspieler. Boteva nahm zudem viermal an den Olympischen Spielen teil. Die mehrmalige deutsche Meisterin Katja Michalowsky spielte von 2003 bis 2006 für den PSV.
Neben den Erfolgen im Erwachsenenbereich erreichten in der Jugendabteilung Spieler und Mannschaften des Vereins vordere Plätze bei nationalen und internationalen Wettbewerben.

### Kegeln

#### Herren
Der ersten Männermannschaft gelangen in den Jahren 2008–2010 drei Meisterschaften in Folge und damit der Aufstieg aus der 2. Landesliga (Rheinland-Pfalz) in die 2. Bundesliga – zur gleichen Zeit konnte die zweite Mannschaft ebenfalls mit drei Meisterschaften in Folge aus der Kreisliga in die 1. Landesliga aufsteigen.
2011 verpassten beide Mannschaften den Klassenerhalt und stiegen in die 3. Bundesliga (Nord) bzw. 2. Landesliga ab.

#### Damen
Durch Bildung einer Spielgemeinschaft mit dem SKC Mundenheim spielte die erste Mannschaft seit 2007 in der 2. Bundesliga (Nord). Durch Auflösung der Sportgemeinschaft erfolgte 2010 der Zwangsabstieg in die 1. Landesliga (Rheinland-Pfalz). 2011 gelang dann der Aufstieg in die 3. Bundesliga (Nord) – die zweite Mannschaft konnte zur gleichen Zeit in die 2. Landesliga aufsteigen.

#### Sonstige Erfolge
Die Kegelabteilung stellte in den Jahren 2003 und 2006 die Deutschen Postmeister, zunächst mit beiden Mannschaften, 2006 nur mit den Damen.

### Andere Abteilungen
Die Damen der Tennisabteilung schafften 1958 den Aufstieg in die Südwestoberliga und wurden 1965 Pfalzmeister.
Die Basketballabteilung stieg 1995 in die Oberliga Rheinland-Pfalz/Saar auf, 1982 schafften die Tischtennisdamen den Aufstieg in die Rheinland-Pfalz-Liga.

## Weblink
- Internetangebot des Vereins